# Silvia Vas
Silvia Vas (eigentlich Silvia Zeitlinger, * 2. Januar 1964 in Steyr) ist eine österreichische Schauspielerin und Filmemacherin. Seit 1995 ist sie verheiratet mit dem österreichischen Kameramann Peter Zeitlinger. Als Schauspielerin arbeitet sie unter ihrem Mädchennamen Silvia Vas.

## Leben und Werk
Silvia Vas spielt unter der Regie von Jürgen Flimm, Claus Peymann, George Tabori. Entdeckt wurde sie von Fritz Zecha, der sie als seine „schauspielerische Stradivari“ bezeichnete. Werner Herzog entdeckte sie als Standfotografin zu seinen Filmen Mein liebster Feind, Rad der Zeit und Gesualdo – Tod für fünf Stimmen und machte sie zum festen Bestandteil seiner Crew.
Ihre erste Filmregie führte sie 2008 bei ihrem Film Mikado, der beim New Orleans Film Festival seine Premiere hatte. Seither dreht sie Kurzfilme.
Sie lebt in Premariacco.

## Filmografie
Als Schauspielerin
- 1993: Walk Me Home
- 1995: Liebe Lügen
- 1995: Auf immer und ewig (TV Series)
- 1997: Die Superbullen
- 1997: Frauenarzt Dr. Markus Merthin (TV Series)
- 1997: Ein Bayer auf Rügen (TV Series)
- 1997: Der Kapitän (TV Series) – Zwischen den Fronten
- 1998: Kaisermühlen Blues (TV Series)
- 1998: Die Straßen von Berlin
- 2000: Julia – Eine ungewöhnliche Frau (TV Series)
- 2001: Invincible – Unbesiegbar
- 2004: Männer im gefährlichen Alter
- 2011: Die Rosenheim-Cops – Die letzte Fahrstunde

Als Regisseurin
- 2008: Mikado
- 2012: Forgettable Cowboys
- 2015: Somewhere Nowadays
- 2017: Nevertheless

## Hörbuch
- 2007: Silvia Vas liest Eva Rossmann: Wein & Tod. Ein Mira-Valensky-Krimi. Regie: Kati Schaefer. Lübbe audio, Bergisch Gladbach. ISBN 978-3-7857-3437-7